# Phoma

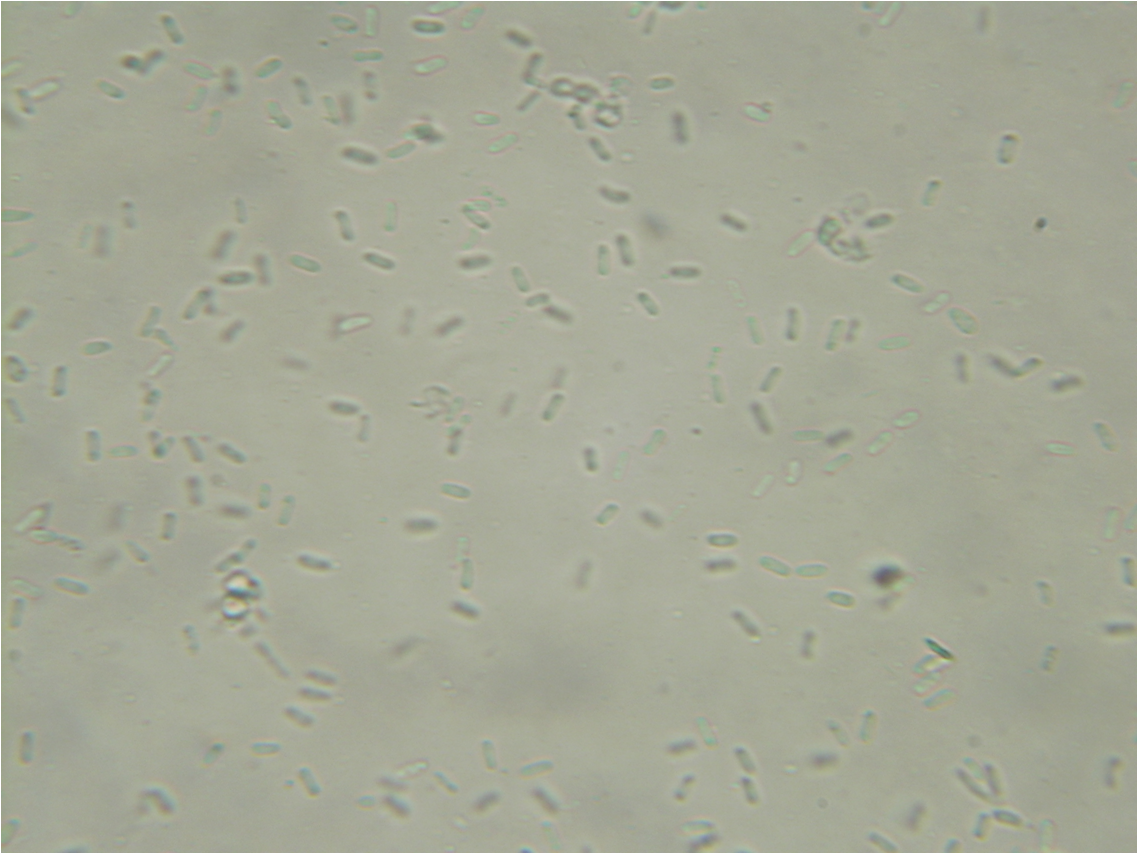
Espores de Phoma

Phoma és un gènere de fongs ascomicots de l'ordre dels pleosporals (Pleosporales). Inclou de espècies fitopatògenes i ataquen la bledera, la remolatxa, el moniato i la patatera, entre d'altres.

## Descripció
Les seves espores són incolores i unicel·lulars. Els seus picnidis són negres i es troben enfonsats als teixits de la planta hoste. Aquest gènere, Phoma, està arbitràriament limitat a aquelles espècies de fongs en les quals les espores són menors de 15 µm. Les espores més grosses s'ubiquen al gènere Macrophoma. Les espècies de Phoma més importants inclouen Phoma beta (de la bleda i remolatxa), Phoma batata (del moniato) i Phoma solani (de la patatera).

## Algunes espècies
El gènere Phoma inclou unes 50 espècies.
- Phoma caricae-papayae
- Phoma clematidina
- Phoma costaricensis
- Phoma cucurbitacearum
- Phoma destructiva
- Phoma draconis
- Phoma eupyrena
- Phoma exigua
  - Phoma exigua var. exigua
  - Phoma exigua var. foveata
  - Phoma exigua var. linicola
- Phoma glomerata
- Phoma glycinicola
- Phoma herbarum
- Phoma insidiosa
- Phoma medicaginis
- Phoma microspora
- Phoma narcissi
- Phoma nebulosa
- Phoma oncidii-sphacelati
- Phoma pinodella
- Phoma scabra
- Phoma sclerotioides
- Phoma strasseri
- Phoma tracheiphila